# Towe (musikalbum)
Towe är ett studioalbum från 1992 av den svenska sångerskan Towe Jaarnek.

## Låtlista
1. Do You Believe in Magic - 3.27
2. Candles in te Rain -  3.48
3. More Than a Game - 4.14 (med Peter Jöback)
4. Barcelona - 3.54
5. Ice on the Fire - 3.21
6. Bad Luck - 3.32
7. Promises - 3.26
8. Pour Your Love All Over Me - 3.42
9. Stop - 4.30
10. Just Good Friends - 3.13
11. Time to Let You Go - 4.24
12. Ett liv med dej - 2.55

## Medverkande
- Peter Ljung - klaviatur
- Kjell-Åke Norén - gitarr, klaviatur
- Sam Bengtsson - bas
- Lasse Persson (trummis) - trummor
- Johan Stengård - saxofon

### Fotnoter
1. ↑  ”Towe”. Svensk mediedatabas. 1 mars 1992. http://smdb.kb.se/catalog/id/001477919. Läst 22 december 2014.